# AN/SPS-49

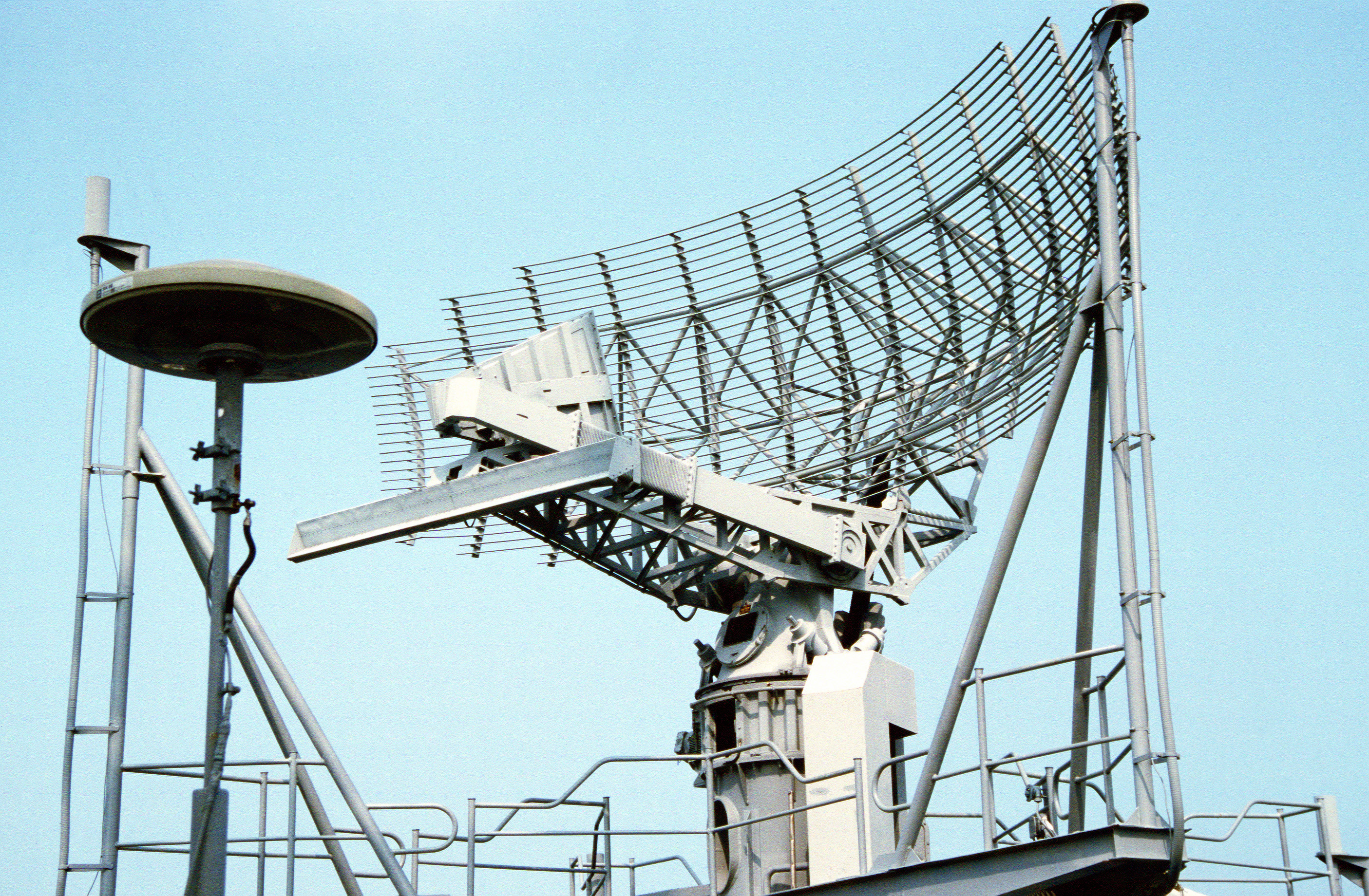
AN/SPS-49 레이더

AN/SPS-49는 미국 해군의 2차원, 장거리, 대공 탐색 레이더이다. 레이시온에서 제작했다. 호주, 영국, 캐나다, 스페인, 폴란드, 대만, 대한민국 등 여러나라에서 사용된다.

## 작동
1965년 USS Gyatt 구축함에서 테스트되었고, 1975년에 소개되었다.
SPS-49 레이다는 전 세계의 수많은 선박에서 주된 대공 탐색 레이다로 사용된다.
이지스함에서도 보조적인 대공 탐색 레이다로 사용된다.
850–942 MHz의 L 밴드에서 작동하며, 탐지거리는 250 마일이다.
장거리 모드에서 분당 6회전을 하며, 단거리 모드에서는 분당 12회전을 한다. 접근해오는 미사일을 방어하기 위해서, AN/SPS-49A(V)1 레이다의 기본값은 12 rpm이다. SPS-49A는 6 또는 12 rpm 모드에서 최대거리의 물체를 탐지할 수 있다.

## 스펙
- 종류: 2차원 대공 레이다
- 취역연도: 1975년
- 탐지거리: 250km~474km(AN/SPS-49A(V)1)
- 탐지고도: 45km(15만ft).
- 밴드 종류: L 밴드
- 크기: 7.3 m × 4.3 m
- 탑재함정: 충무공이순신급 구축함, 타이콘데로가급 순양함, 핼리팩스급 호위함, 올리버 해저드 페리급.

### 레이다 탐지거리
- 미사일: 100km 이하.
- 작은 전투기: 416km.
- 최대 탐지거리: 460km.

### 중량
- SPS-49(V)1: 6,255 kg
- SPS-49(V)5: 6,325 kg

## 파생형
- AN/SPS49(V)1 - 기본형 (CVN, LHA, LSD, 기타 군함에 사용가능)
- AN/SPS49(V)2 - (V)1 radar without the coherent side lobe cancellation feature (Oliver Hazard Perry급 frigates)
- AN/SPS49(V)3 - (V)1 + (RVP:radar video processor) 인터페이스 (FC-1)
- AN/SPS49(V)4 - (V)2 + RVP 인터페이스
- AN/SPS49(V)5 - (V)1 + 자동 목표물 탐지(ATD:automatic target detection) (New Threat Upgrade (NTU) ships, 광개토대왕급 구축함, 충무공이순신급 구축함)
- AN/SPS49(V)6 - (V)3 system with double shielded cables and a modified cooling system (USS Ticonderoga (CG-47))
- AN/SPS49(V)7 - (V)5 + (V)6 냉각 시스템 (이지스 전투 시스템)
- AN/SPS49(V)8 - (V)5 + AEGIS 추적기 수정 키트 (이지스 전투 시스템)
- AN/SPS49(V)9 - (V)5 + medium PRF upgrade (MPU)

Source:
- AN/SPS-49A(V)1 - 1990년대 중반에 개발됨. Added radial speed determination on each target, each scan. Improved clutter rejection

## 같이 보기
- 충무공이순신급 구축함
- 광개토대왕급 구축함
- OPS-14